# Томаш Ликавський
Томаш Ликавський (словац. Tomáš Likavský; нар. 28 липня 1971, Зволен) – словацький шахіст і шаховий тренер (тренер ФІДЕ від 2009 року), гросмейстер від 2005 року.

## Шахова кар'єра
Двічі (у 2004 і 2006 роках) у складі національної збірної взяв участь у шахових олімпіадах. Крім того, 2001 року представляв Словаччину на командній першості Європи, яка відбулась у Леоні. Того самого року переміг на турнірах за швейцарською системою в Татранських Зрубах (разом з Микулашем Маником) та Імперії (разом з Борисом Чаталбашевим). На перетині 2001 і 2002 років поділив 2-ге місце на фестивалі Cracovia 2001/02 в Кракові. Виграв також у Шалготар'яні і поділив 1-ше місце у Вайльгаймі. У 2003 році знову переміг (разом з Костянтином Чернишовим) в Шалготар'яні. 2004 року поділив 2-3-тє місце на чемпіонаті Словаччини і перемагаючи (разом з Олегом Корнєєвим) в Імперії. У 2006 року поділив 1-ше місце на регулярному опені в Чеській Тршебовій 2007 року повторив це досягнення в Сомбатгеї, а в 2008 році переміг у Тепліце. 2010 року переміг (разом з Петером Михаликом) у Бржезовійj.
Найвищий рейтинг Ело в кар'єрі мав станом на 1 жовтня 2005 року, досягнувши 2514 очок займав тоді 5-те місце серед словацьких шахістів.

## Зміни рейтингу
| На цьому місці має відображатися графік чи діаграма, однак з технічних причин його відображення наразі вимкнено. Будь ласка, не видаляйте код, який викликає це повідомлення. Розробники вже працюють для того, щоби відновити штатне функціонування цього графіка або діаграми. | |
| | На цьому місці має відображатися графік чи діаграма, однак з технічних причин його відображення наразі вимкнено. Будь ласка, не видаляйте код, який викликає це повідомлення. Розробники вже працюють для того, щоби відновити штатне функціонування цього графіка або діаграми. |